# Cruzilles-lès-Mépillat
Cruzilles-lès-Mépillat ist eine französische Gemeinde mit 951 Einwohnern (Stand: 1. Januar 2022) im Département Ain in der Region Auvergne-Rhône-Alpes; sie gehört zum Arrondissement Bourg-en-Bresse und zum Kanton Vonnas.

## Geographie
Die Gemeinde Cruzilles-lès-Mépillat liegt in der Landschaft Bresse, etwa neun Kilometer südsüdöstlich von Mâcon und etwa 26 Kilometer westlich von Bourg-en-Bresse. Umgeben wird Cruzilles-lès-Mépillat von den Nachbargemeinden Laiz im Norden, Saint-André-d’Huiriat im Osten, Illiat im Süden, Garnerans im Südwesten, Bey im Südwesten und Westen, Cormoranche-sur-Saône im Westen sowie Grièges im Nordwesten.

## Bevölkerungsentwicklung
| Jahr                       | 1962 | 1968 | 1975 | 1982 | 1990 | 1999 | 2006 | 2019 |
| Einwohner                  | 513  | 515  | 477  | 500  | 580  | 651  | 768  | 893  |
| Quellen: Cassini und INSEE |      |      |      |      |      |      |      |      |

## Sehenswürdigkeiten
- Neoromanische Kirche Saint-Denis

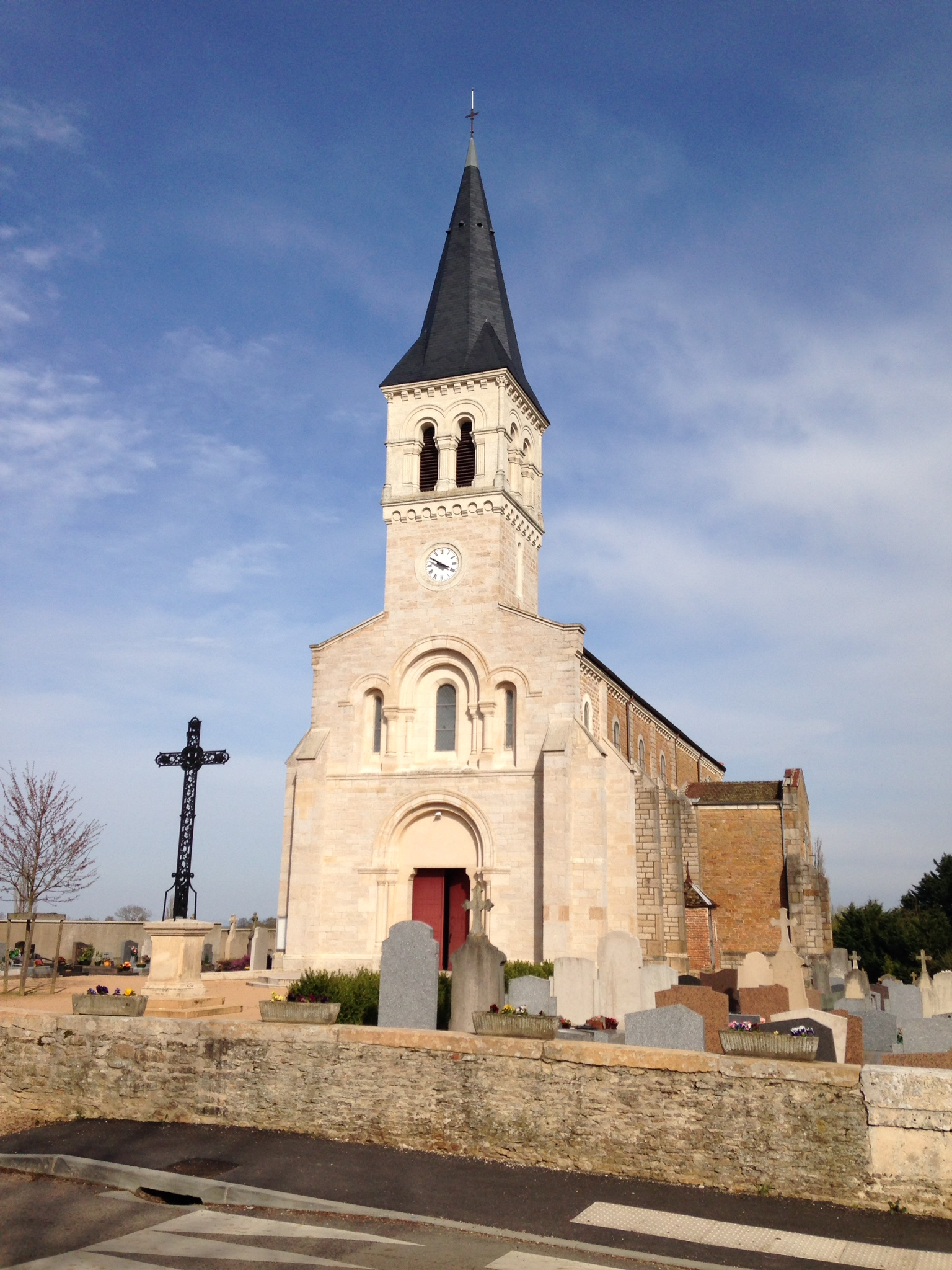
Kirche Saint-Denis
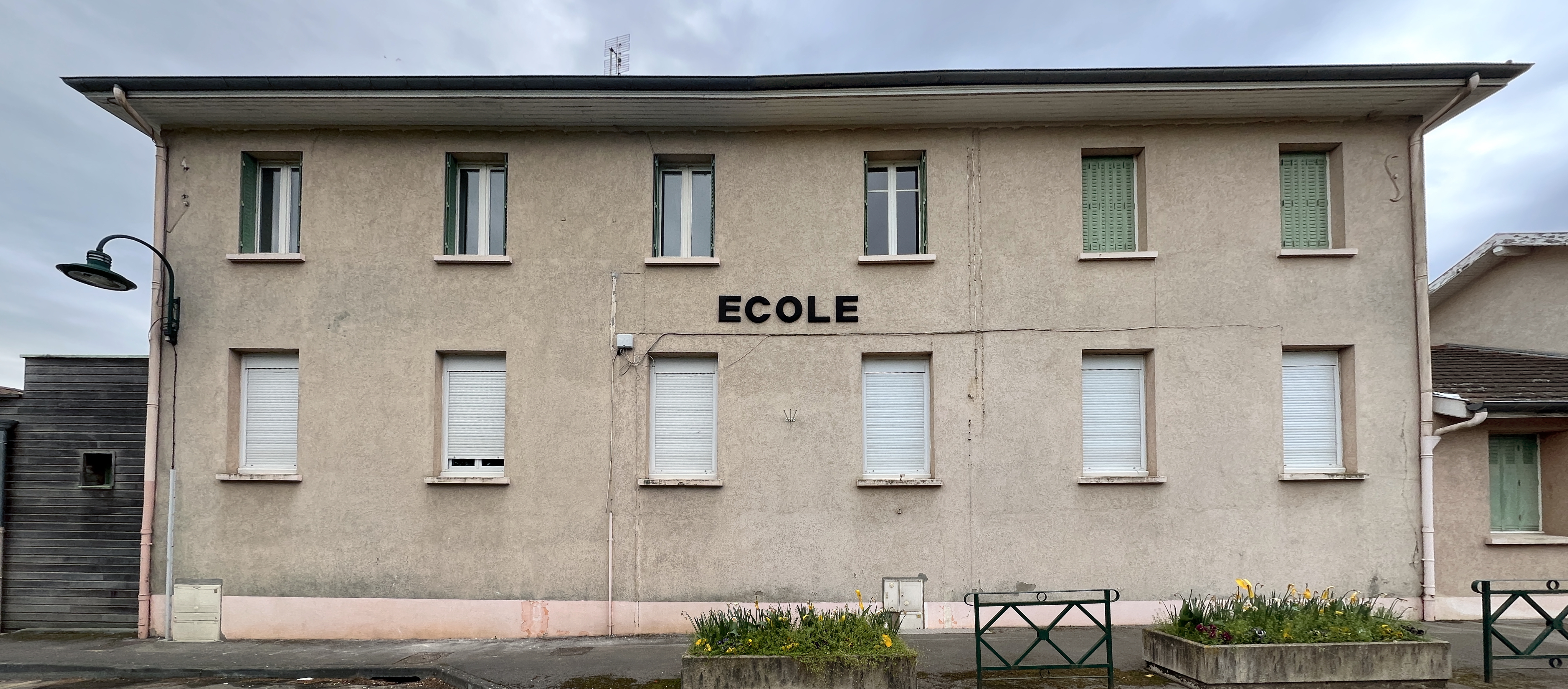
Schule
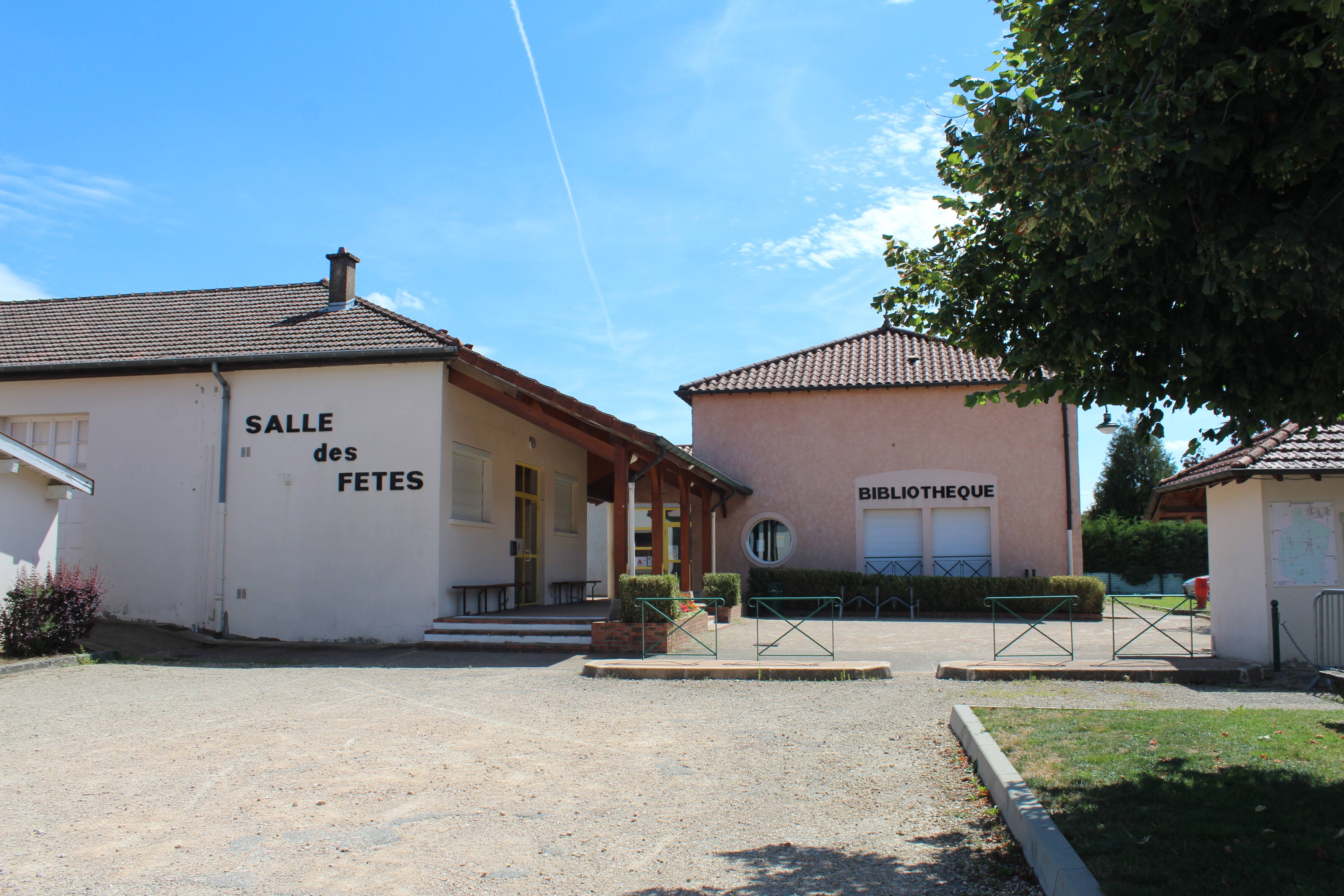
Gemeindefestsaal und Bibliothek
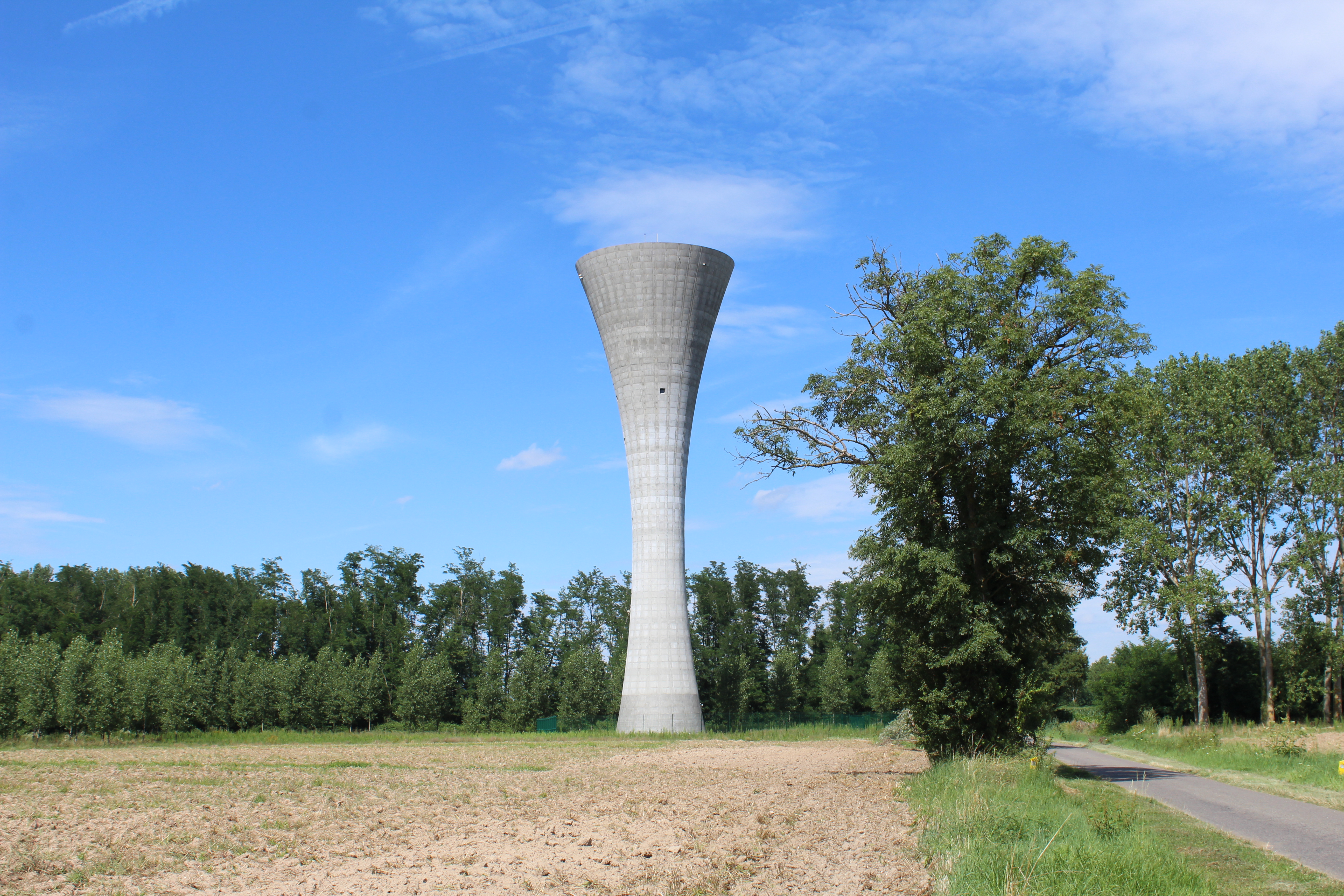
Wasserturm
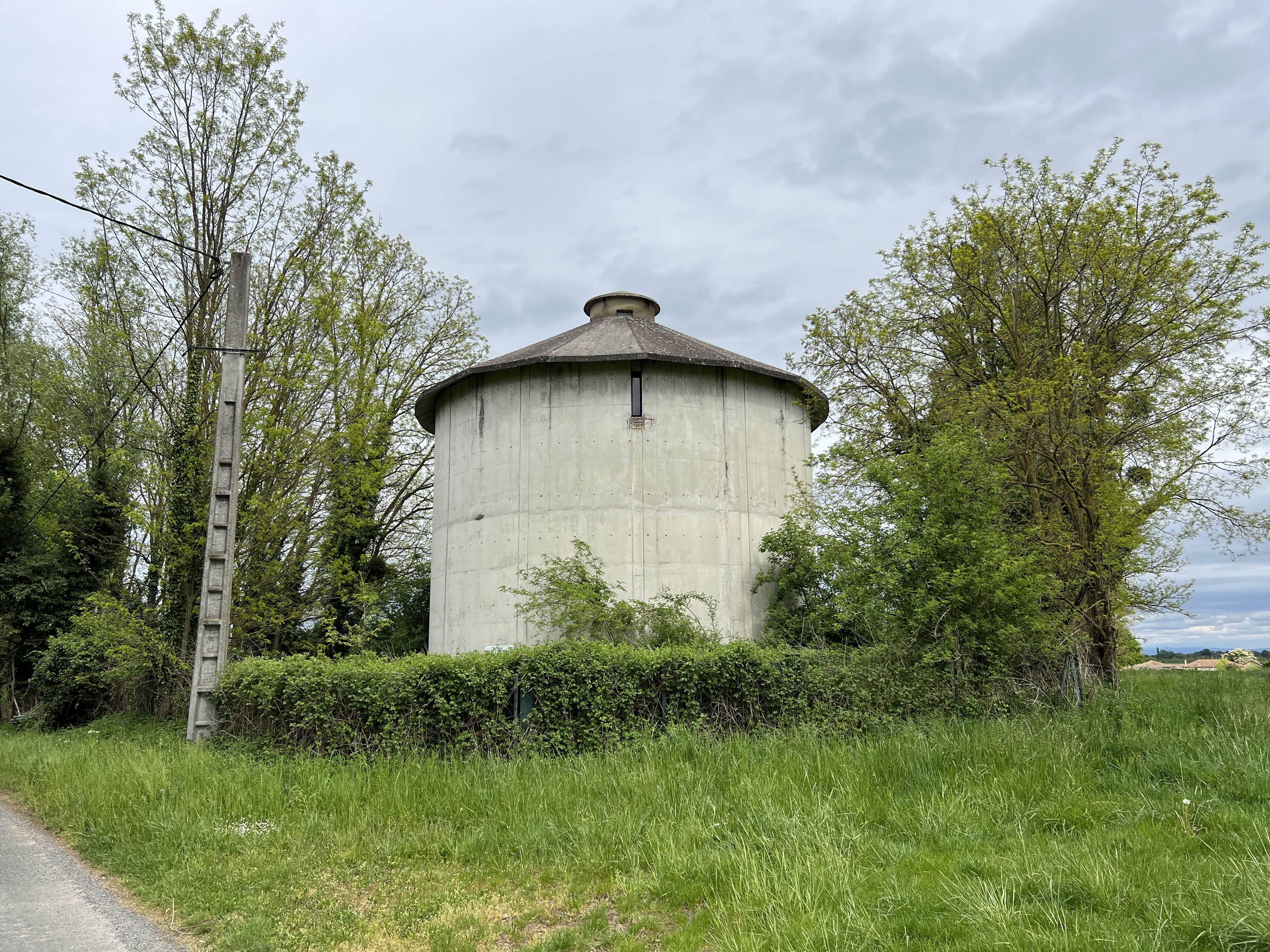
Wasserturm im Ortsteil Fieuzerin

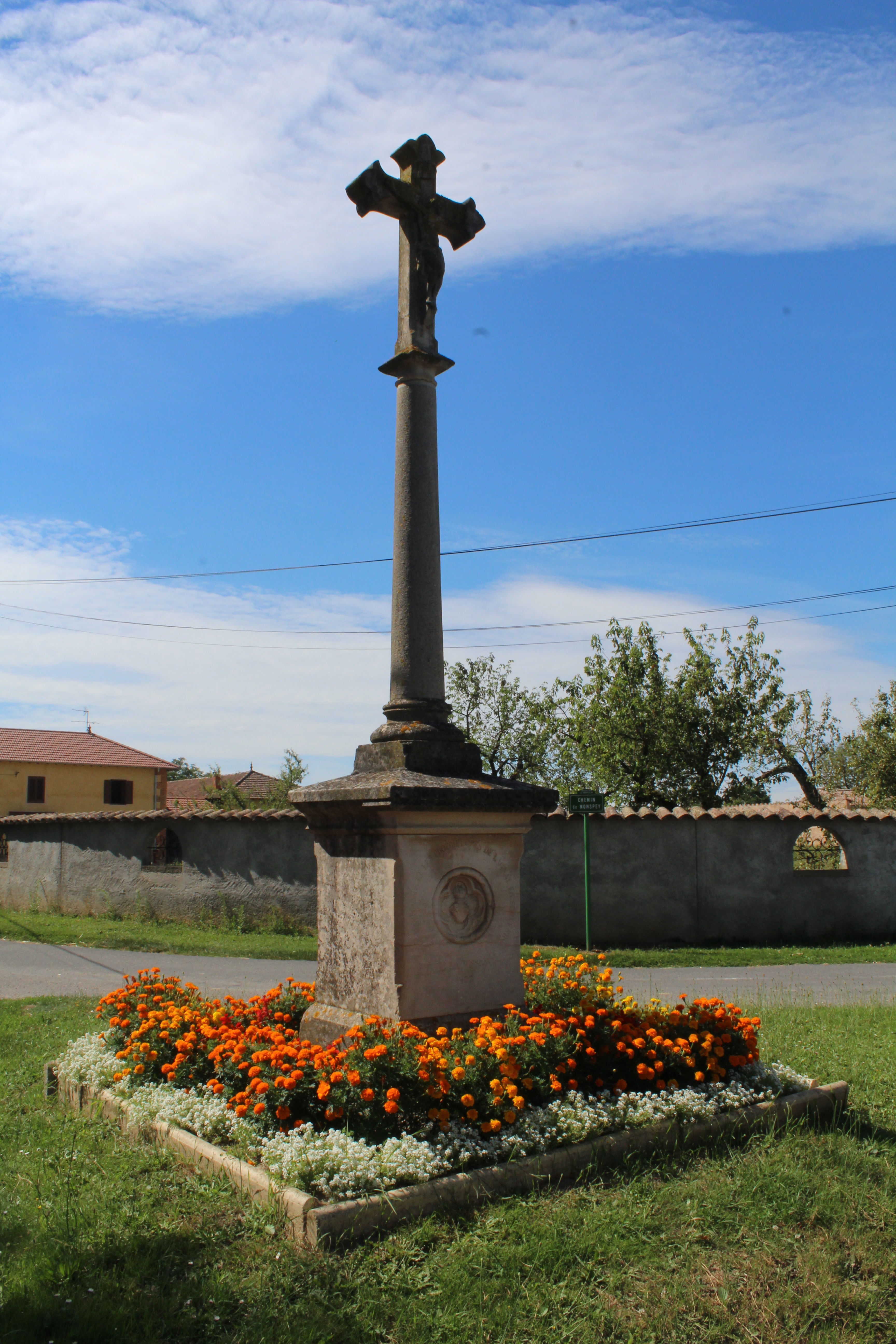
Flurkreuz im Ortsteil Lagbat
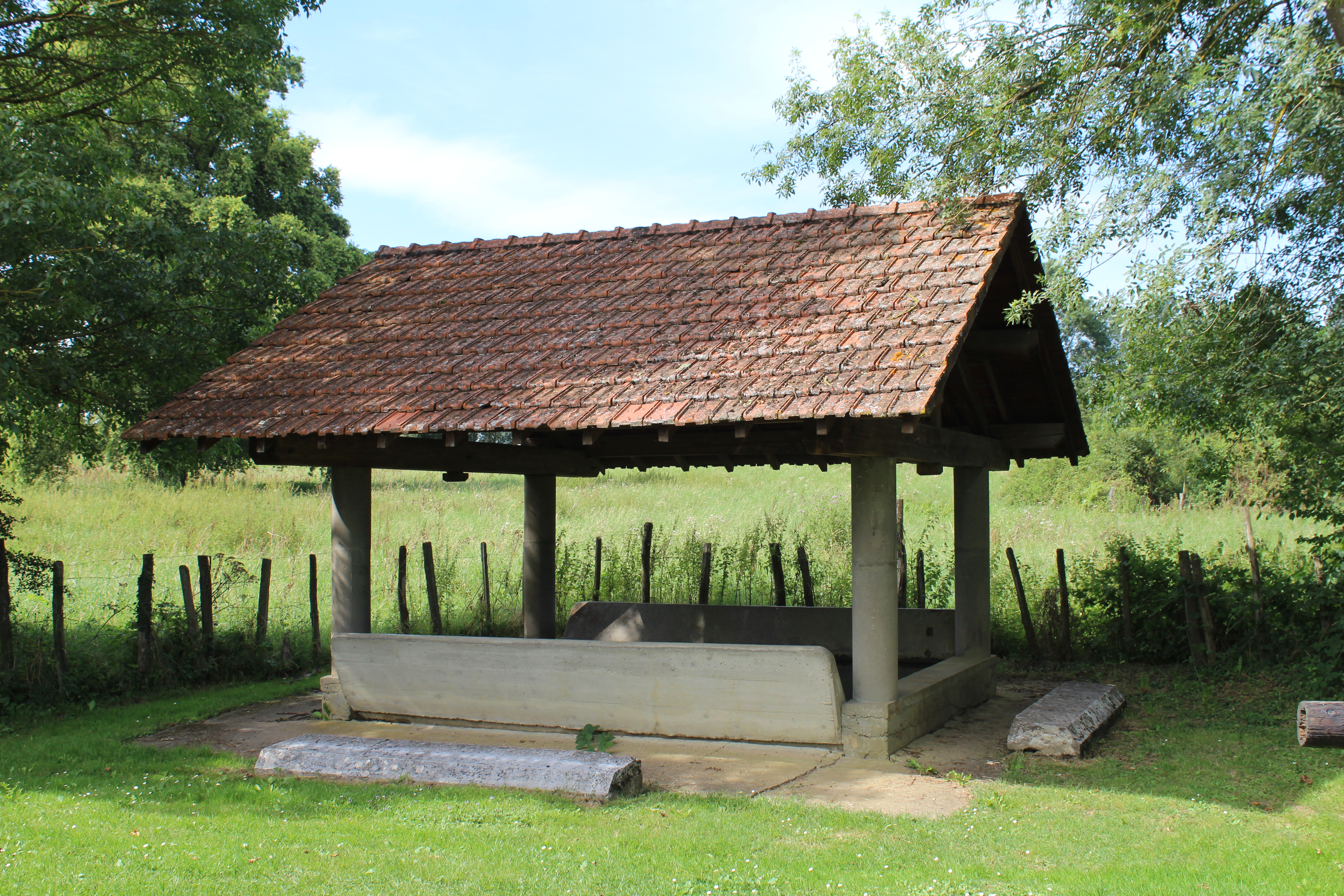
Lavoir
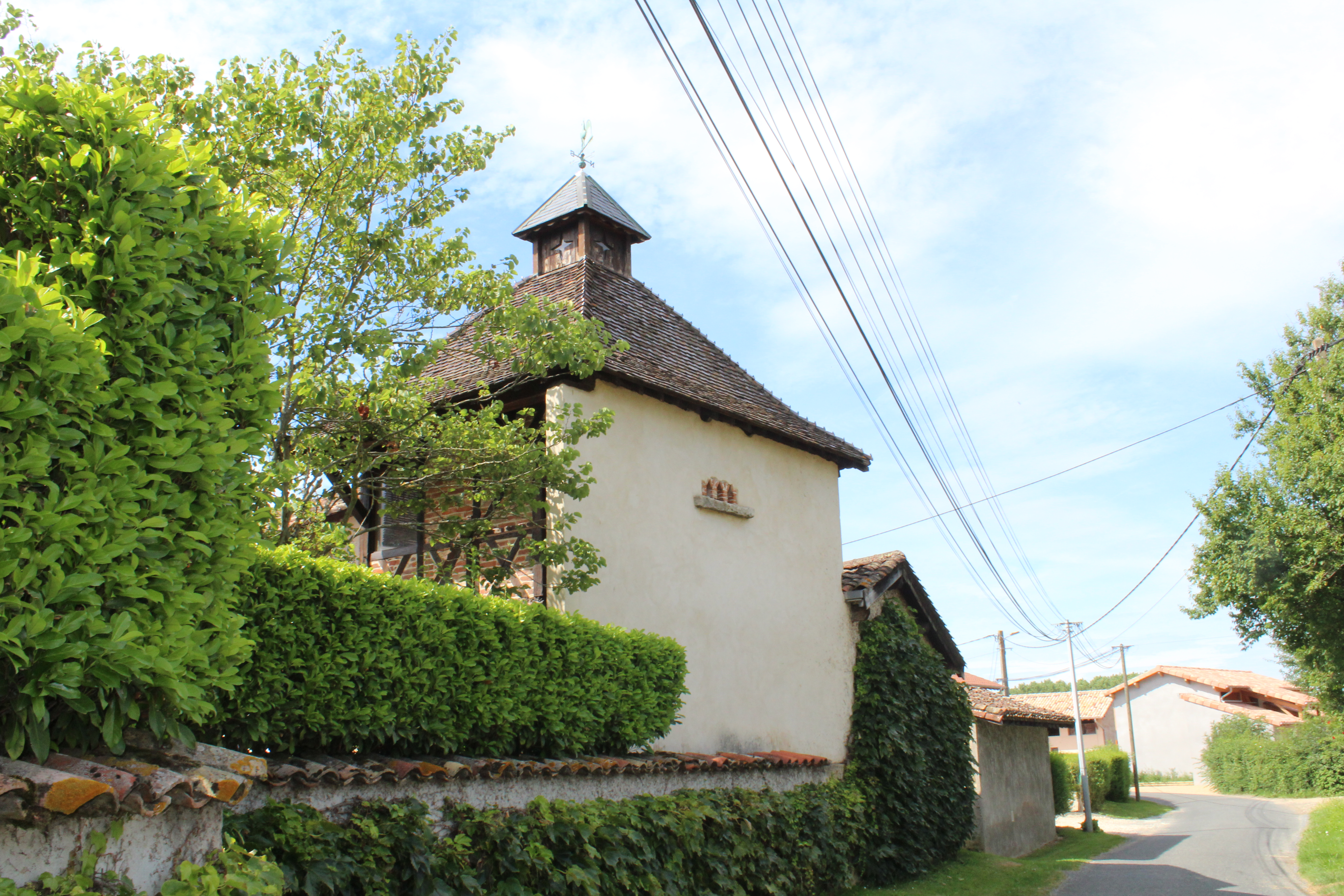
Taubenturm im Ortsteil Boissey
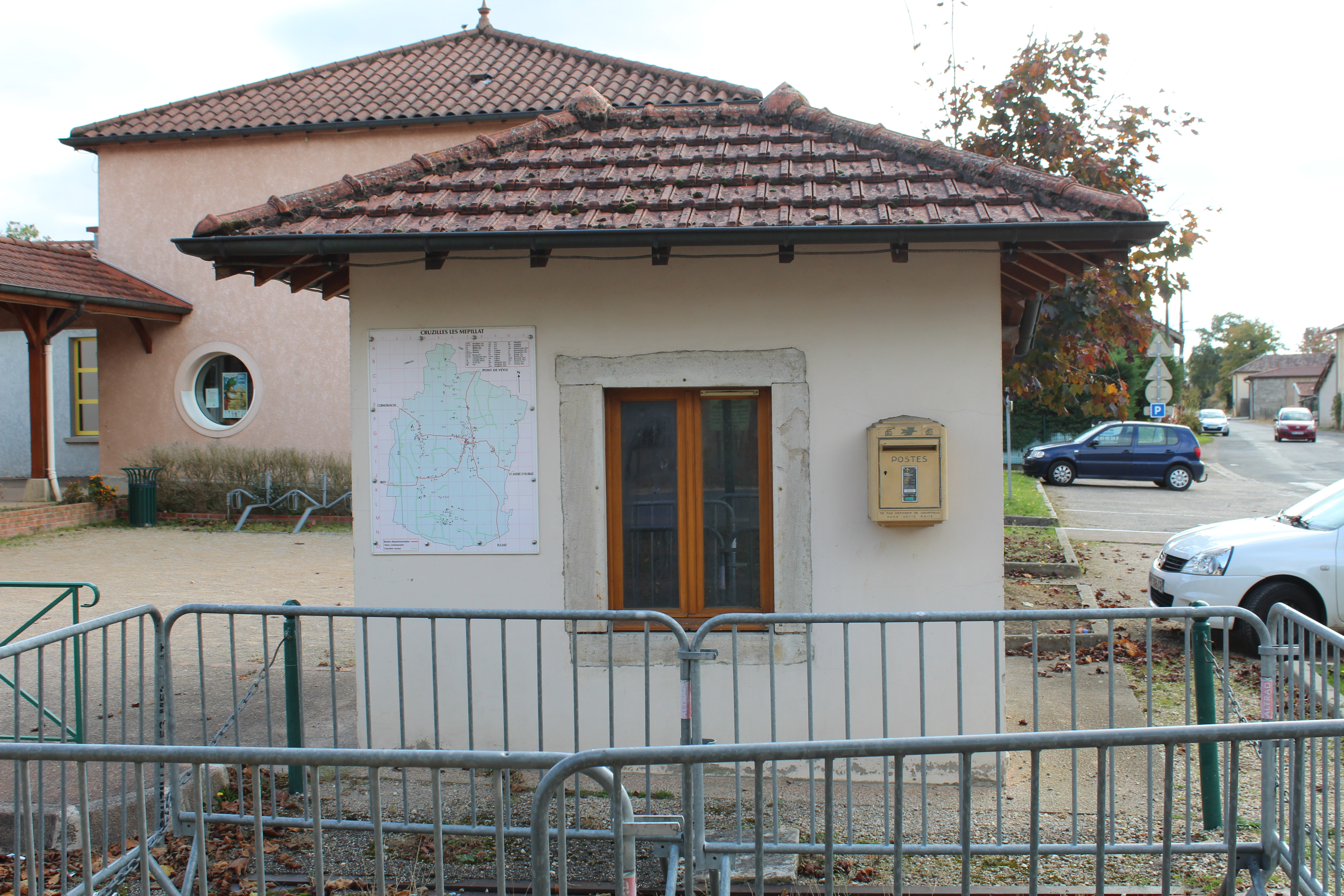
Ehemalige öffentliche Waage
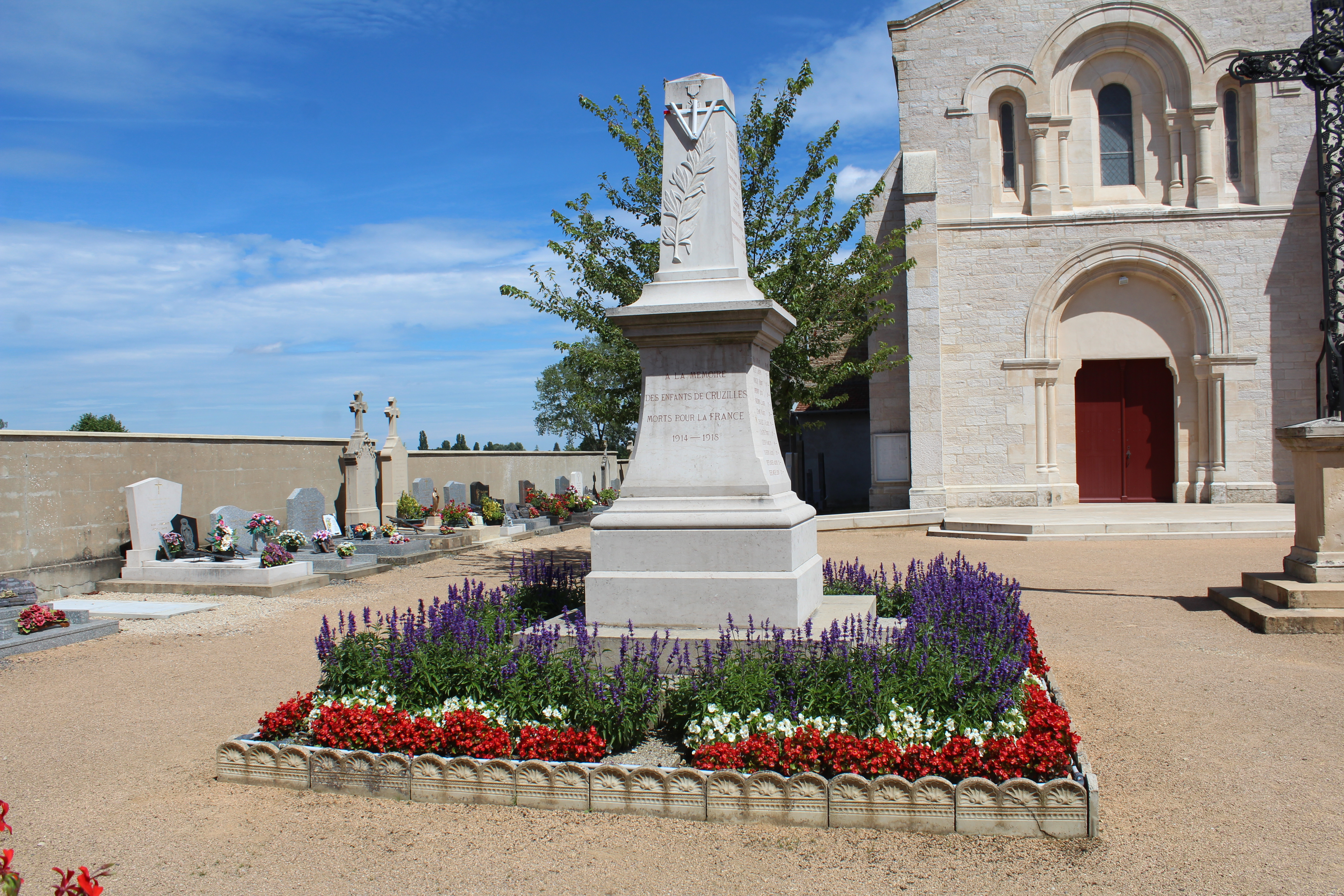
Gefallenendenkmal